# Lista över vulkaner i Panama
Detta är en lista över aktiva och utdöda vulkaner i Panama. 
| Namn       | Höjd  | Höjd   | Plats                                   | Senaste utbrott |
| Namn       | meter | fot    | Koordinater                             | Senaste utbrott |
| Barú       | 3474  | 11 397 | 8°48′29″N 82°32′35″V / 8.808°N 82.543°V | 1550            |
| El Valle   | 1185  | 3888   | 8°35′N 80°10′V / 8.58°N 80.17°V         | Holocen         |
| La Yeguada | 1297  | 4255   | 8°28′N 80°49′V / 8.47°N 80.82°V         | 1620            |